# Morelia (animal)
Morelia es un género de serpientes de la familia Pythonidae. Constituye el grupo más grande en subespecies y el segundo en tamaño de la familia Pythonidae.  

## Especies
Se reconocen las 4 especies siguientes:
- Morelia bredli (Gow, 1981)
- Morelia carinata (Smith, 1981)
- Morelia spilota (Lacépède, 1804)
- Morelia viridis (Schlegel, 1872)

## Características
Es un género con especies que van desde 2 a 5 m de longitud. Su mayor representante es la pitón amatista de Australia (Morelia amethistina), con una longitud asombrosa de 8,5 de longitud que fue hallada en Australia a mediados del siglo XX. La pitón diamantina (Morelia spilota) que alcanza los 4 m de longitud, es una representante más, lo que la convierte en la segunda en tamaño de este género. Esta especie tiene 7 subespecies.

## Distribución
Morelia es un género que se localiza en Australia, Nueva Guinea e islas adyacentes.